# Кубок європейських чемпіонів 1974—1975
Кубок європейських чемпіонів 1974—1975 — 20-й сезон Кубка європейських чемпіонів УЄФА, головного європейського клубного турніру.

### Перший раунд
| Команда 1              | Заг.  | Команда 2              | 1-й матч | 2-й матч |
| ---------------------- | ----- | ---------------------- | -------- | -------- |
| Лідс Юнайтед           | 5:3   | Цюрих                  | 4:1      | 1:2      |
| Селтік (Глазго)        | 1:3   | Олімпіакос             | 1:1      | 0:2      |
| Університатя (Крайова) | 3:4   | Отвідаберг             | 2:1      | 1:3      |
| Валетта                | 2:4   | ГІК (Гельсінкі)        | 1:0      | 1:4      |
| Левскі-Спартак (Софія) | 1:7   | Уйпешт Дожа (Будапешт) | 0:3      | 1:4      |
| Женесс (Еш)            | 2:5   | Фенербахче (Стамбул)   | 2:3      | 0:2      |
| Вікінг (Ставангер)     | 2:6   | Арарат (Єреван)        | 0:2      | 2:4      |
| Відовре                | 1:2   | Рух (Хожув)            | 0:0      | 1:2      |
| Слован (Братислава)    | 5:5   | Андерлехт (Брюссель)   | 4:2      | 1:3      |
| Феєноорд (Роттердам)   | 11:1  | Колрейн                | 7:0      | 4:1      |
| Сент-Етьєн             | 3:1   | Спортінг (Лісабон)     | 2:0      | 1:1      |
| ВОЕСТ (Лінц)           | 0:5   | Барселона              | 0:0      | 0:5      |
| Хайдук (Спліт)         | 9:1   | Кефлавік               | 7:0      | 2:1      |
| Корк Селтік            | відм. | Омонія (Нікосія)       |          |          |

### Другий раунд
| Команда 1              | Заг. | Команда 2            | 1-й матч | 2-й матч |
| ---------------------- | ---- | -------------------- | -------- | -------- |
| Уйпешт Дожа (Будапешт) | 1:5  | Лідс Юнайтед         | 1:2      | 0:3      |
| Баварія (Мюнхен)       | 5:3  | Магдебург            | 3:2      | 2:1      |
| Хайдук (Спліт)         | 5:6  | Сент-Етьєн           | 4:1      | 1:5 д.ч. |
| Феєноорд (Роттердам)   | 0:3  | Барселона            | 0:0      | 0:3      |
| Корк Селтік            | 1:7  | Арарат (Єреван)      | 1:2      | 0:5      |
| Рух (Хожув)            | 4:1  | Фенербахче (Стамбул) | 2:1      | 2:0      |
| ГІК (Гельсінкі)        | 0:4  | Отвідаберг           | 0:3      | 0:1      |
| Андерлехт (Брюссель)   | 5:4  | Олімпіакос           | 5:1      | 0:3      |

### Чвертьфінали
| Команда 1        | Заг. | Команда 2            | 1-й матч | 2-й матч |
| ---------------- | ---- | -------------------- | -------- | -------- |
| Баварія (Мюнхен) | 2:1  | Арарат (Єреван)      | 2:0      | 0:1      |
| Лідс Юнайтед     | 4:0  | Андерлехт (Брюссель) | 3:0      | 1:0      |
| Рух (Хожув)      | 3:4  | Сент-Етьєн           | 3:2      | 0:2      |
| Барселона        | 5:0  | Отвідаберг           | 2:0      | 3:0      |

### Півфінали
| Команда 1    | Заг. | Команда 2        | 1-й матч | 2-й матч |
| ------------ | ---- | ---------------- | -------- | -------- |
| Сент-Етьєн   | 0:2  | Баварія (Мюнхен) | 0:0      | 0:2      |
| Лідс Юнайтед | 3:2  | Барселона        | 2:1      | 1:1      |

### Фінал
| 28 травня 1975 |

| Баварія            | 2:0 | Лідс Юнайтед |
| ------------------ | --- | ------------ |
| Рот 71' Мюллер 81' |     |              |

| Парк де Пренс, Париж Глядачів: 48 374 Арбітр: Мішель Кітабджіан |